# Дурнешти (Унгурени)
Дурнешти (рум. Durnești) насеље је у Румунији у округу Ботошани у општини Унгурени. Oпштина се налази на надморској висини од 91 m.

## Становништво
Према подацима из 2011. године у насељу је живело 272 становника.